# Boîte de Spa
Pour les articles homonymes, voir Boîte.
Cet article court présente un sujet plus développé dans : Bois de Spa.
À Spa, dès le début du XVIIe siècle, d'illustres riches voyageurs, appelés bobelins dans la cité, ont fait l'acquisition de boîtes de Spa (les boëtes de Spa à cette époque) : boîtes à ouvrage, boîtes à couture, boîtes à gants, boîtes à thé,,,... Des artisans renommés (tabletiers, ébénistes ou décorateurs) manufacturaient ces boîtes, appelées également Jolités , qui faisaient l'objet de toutes les convoitises.
Grâce au savoir-faire de ces artisans et aux techniques utilisées, de très nombreux ouvrages, notamment des boîtes et coffrets, dits en bois de Spa, ont traversé les siècles en conservant tout leur éclat.
De très nombreuses réalisations ont d'ailleurs été présentées aux différentes expositions internationales,.
Le Musée de la ville d'eaux à Spa propose aux visiteurs de multiples œuvres réalisées au cours des quatre derniers siècles.